# Vi sitter i Ventrilo och spelar DotA
"Vi sitter i Ventrilo och spelar DotA" (em alguns países abreviado para "DotA") é uma canção pelo DJ e produtor de dance music Sueco Basshunter. A letra, em Sueco, é sobre usar o programa de voz Ventrilo enquanto se joga Defense of the Ancients do Warcraft III. A canção contém extractos de voz do jogo. Foi lançada como o segundo single do segundo álbum de Basshunter, LOL.  A melodia de "Vi sitter i Ventrilo och spelar DotA" é um remix da melodia de Daddy DJ.

## Formatos e listas de faixas
CD single
1. "Vi sitter i Ventrilo och spelar DotA" [Single Version] – 3:55
2. "Vi sitter i Ventrilo och spelar DotA" [Club Mix] – 5:43

## Posições nas tabelas musicais
| Tabela musical (2006)               | Melhor posição |
| ----------------------------------- | -------------- |
| Alemanha (GfK Entertainment Charts) | 33             |
| Áustria (Ö3 Austria Top 40)         | 18             |
| Dinamarca (Track Top-40)            | 7              |
| Finlândia (Suomen virallinen lista) | 2              |
| Irlanda (IRMA)                      | 49             |
| Noruega (VG-lista)                  | 7              |
| Países Baixos (Single Top 100)      | 9              |
| Suécia (Sverigetopplistan)          | 6              |

| Tabela musical (2006)        | Melhor posição |
| ---------------------------- | -------------- |
| Países Baixos (Dutch Charts) | 89             |
| Suécia (Sverigetopplistan)   | 16             |

## Vendas e certificações
| Região                     | Certificação | Vendas |
| -------------------------- | ------------ | ------ |
| Dinamarca (IFPI Dinamarca) | Ouro         | 4,000  |

## Desenvolvimento
Têm-se ouvido rumores de plágio sobre "Vi sitter i Ventrilo och spelar DotA", algumas pessoas acusando Basshunter de roubar a melodia de Daddy DJ. Também se diz que Basshunter recebeu permissão para usar a melodia original, mas uma afirmação pública não foi feita sobre esse assunto nos registos da companhia ou no site de Basshunter.
Uma versão Inglesa da canção chamada "All I Ever Wanted" foi lançada como o segundo single no Reino Unido em 17 de junho de 2008. Originalmente, o segundo single ía ser "Please Don't Go", mas devido a assuntos técnicos, esse single foi apenas lançado na Suécia.